# 普卡拉尼 (夏威夷州)
普卡拉尼（英語：Pukalani）是位於美國夏威夷州茂宜縣的一個人口普查指定地區。

## 地理
普卡拉尼的座標為20°50′24″N 156°20′38″W / 20.84000°N 156.34389°W，而該地最高點為海拔高度465米（即1526英尺）。

## 人口
根據2010年美國人口普查的數據，普卡拉尼的面積為11.10平方千米，均為陸地。當地共有人口7574人，而人口密度為每平方千米682.34人。